# Gostyń
Gostyń es una ciudad en el voivodato de Gran Polonia (Polonia), fundada el 1 de abril de 1278 por Premislao II. Es la sede administrativa del distrito y del municipio a los que da nombre. En 2011, según el Oficina Central de Estadística polaca, la ciudad tenía una superficie de 10,71 km² y una población de 20 459 habitantes.